# Episodi di Polizeiinspektion 1 (settima stagione)
La settima stagione della serie televisiva Polizeiinspektion 1 è stata trasmessa in anteprima in Germania dalla ARD tra il 18 dicembre 1984 e il 26 marzo 1985.
| nº | Titolo originale                        | Titolo italiano | Prima TV Germania | Prima TV Italia |
| -- | --------------------------------------- | --------------- | ----------------- | --------------- |
| 1  | Gebrochene Herzen                       | inedito         | 18 dicembre 1984  | inedito         |
| 2  | Der Wunderheiler                        | inedito         | 8 gennaio 1985    | inedito         |
| 3  | Große und kleine Fische                 | inedito         | 15 gennaio 1985   | inedito         |
| 4  | Die Fortuna-Verkehrs-GmbH               | inedito         | 22 gennaio 1985   | inedito         |
| 5  | Die wilden Jahre                        | inedito         | 29 gennaio 1985   | inedito         |
| 6  | Geldsorgen                              | inedito         | 5 febbraio 1985   | inedito         |
| 7  | "Geistige Erneuerung"                   | inedito         | 12 febbraio 1985  | inedito         |
| 8  | Das Jubiläum                            | inedito         | 19 febbraio 1985  | inedito         |
| 9  | Schöninger versteht die Welt nicht mehr | inedito         | 26 febbraio 1985  | inedito         |
| 10 | Alles Glück dieser Erde                 | inedito         | 5 marzo 1985      | inedito         |
| 11 | Logierbesuch                            | inedito         | 12 marzo 1985     | inedito         |
| 12 | Verwegene Moral                         | inedito         | 19 marzo 1985     | inedito         |
| 13 | Katzenjammer                            | inedito         | 26 marzo 1985     | inedito         |